# Kypello Ellados (calcio a 5)
La Kypello Ellados (in greco κύπελλο Ελλάδας) è una competizione calcettistica riservata a squadre maschili affiliate alla Federazione calcistica della Grecia, ente organizzatore della manifestazione. È il secondo torneo di calcio a 5 per importanza in Grecia dopo la massima divisione del campionato nazionale.

## Storia
La Coppa di Grecia è stata istituita nella stagione 2000-2001, tre anni dopo l'avvio del campionato nazionale.

## Albo d'oro
- 2000-2001:  Doukas (1)
- 2001-2002:  Athina 90 (1)
- 2002-2003:  Doukas (2)
- 2003-2004:  Doukas (3)
- 2004-2005: non disputata
- 2005-2006: non disputata
- 2006-2007:  Athina 90 (2)
- 2007-2008:  Platon (1)
- 2008-2009:  Īlioupolī (1)
- 2009-2010:  Athina 90 (3)

- 2010-2011:  Athina 90 (4)
- 2011-2012:  Athina 90 (5)
- 2012-2013:  Athina 90 (6)
- 2013-2014:  Olimpiada (1)
- 2014-2015:  Doukas (4)
- 2015-2016:  Glyka Nera (1)
- 2016-2017:  Athina 90 (7)
- 2017-2018:  AEK Atene (1)
- 2018-2019:  Doukas (5)
- 2019-2020: non conclusa

- 2020-2021:  Ermis Zografou (1)
- 2021-2022:  Doukas (6)
- 2022-2023:  AEK Atene (2)
- 2023-2024:  Doukas (7)